# San Nicolò di Comelico
San Nicolò di Comelico é uma comuna italiana da região do Vêneto, província de Belluno, com cerca de 425 habitantes. Estende-se por uma área de 24 km², tendo uma densidade populacional de 18 hab/km². Faz fronteira com Comelico Superiore, Danta di Cadore, San Pietro di Cadore, Santo Stefano di Cadore.

## Demografia
| Variação demográfica do município entre 1861 e 2011                               |
|                                                                                   |
| Fonte: Istituto Nazionale di Statistica (ISTAT) - Elaboração gráfica da Wikipedia |